# Onithochiton ashbyi
Onithochiton ashbyi är en blötdjursart som beskrevs av Bednall och Matthews 1906. Onithochiton ashbyi ingår i släktet Onithochiton och familjen Chitonidae. Inga underarter finns listade i Catalogue of Life.